# Fojtovice (Heřmanov)
Fojtovice (německy Voitsdorf) je dlouhá vesnice lánového typu, která je místní částí obce Heřmanov v okrese Děčín v Ústeckém kraji. Nachází se asi 1,5 km na jihozápad od Heřmanova. Je zde evidováno 62 adres. V roce 2011 zde trvale žilo 145 obyvatel.
Fojtovice leží v katastrálním území Fojtovice u Heřmanova o rozloze 5,59 km2.

## Historie
Název Fojtovice vznikl pravděpodobně ze jména vlastníka Vogt von Tichlowitz jako Vogtsdorf, později Voitsdorf. První písemná zmínka o obci pochází z roku 1429. V letech 1869–1950 obec spadala pod Děčín, od roku 1961 je součást obce Heřmanov.

## Obyvatelstvo
|                                                                   | 1869 | 1880 | 1890 | 1900 | 1910 | 1921 | 1930 | 1950 | 1961 | 1970 | 1980 | 1991 | 2001 | 2011 |
| ----------------------------------------------------------------- | ---- | ---- | ---- | ---- | ---- | ---- | ---- | ---- | ---- | ---- | ---- | ---- | ---- | ---- |
| Obyvatelé                                                         | 729  | 730  | 680  | 611  | 677  | 632  | 641  | 217  | 165  | 153  | 136  | 109  | 144  | 145  |
| Domy                                                              | 121  | 123  | 123  | 123  | 125  | 125  | 126  | 114  | .    | 38   | 32   | 27   | 56   | 58   |
| Počet domů z roku 1961 je zahrnut v domech místní části Heřmanov. |      |      |      |      |      |      |      |      |      |      |      |      |      |      |

## Pamětihodnosti
- Venkovská usedlost čp. 9[8]
- Venkovská usedlost čp. 38[9]
- Venkovská usedlost čp. 69[10]